# Agathelpis mucronata
Agathelpis mucronata là một loài thực vật có hoa trong họ Huyền sâm. Loài này được E.Mey. mô tả khoa học đầu tiên năm 1838.